# نخله (استان وادی)
نخله (به عربی: النخلة) یک شهرداری در الجزایر است که در ناحیه الرباح واقع شده‌است. نخله ۱۲٬۶۵۲ نفر جمعیت دارد و ۸۴ متر بالاتر از سطح دریا واقع شده‌است.